# Usruixana
Usrushana fou un principat de Transoxiana o Mawara an-Nahr format per un territori muntanyós a Fergana, entre Samarcanda i Khudjand, al sud del Sirdarià (Sayhun), forman l'entrada a la vall de Fergana; limitava al nord-est amb l'estepa i al sud amb les muntanyes Buttaman seguint el curs superior del riu Zarafshan. Avui dia la regió històrica està situada a la frontera entre l'Uzbekistan, el nord-est del Tadjikistan i el sud-oest del Kirguizstan. Usrushana és la forma del nom més habitual, però Yakut l'esmenta com Ushrushana; les formes Ushrusana, Shurushana i altres també apareixen; la forma original podria ser Sroshana. El nom es va utilitzar fins al segle x i després va caure en desús. La capital i seu del govern local era Nawmandjkath i altres llocs eren Sabat, Zamin i Dizak. Yakubi diu que hi havia 400 fortaleses al territori.
Tenia una dinastia local de prínceps originats en els Turcs Occidentals, que eren probablement del grup Oghuz i portaven el títol d'afxín.
El primer príncep conegut fou Tarvank vers el 700. L'afxín Ghurak regnava sobre Samarcanda al començament del segle viii amb el nom de Kutayba ibn Muslim, i portava el títol d'ikhxid de Sogdiana i afxín de Samarcanda. El 737 el governador del Khurasan Àssad ibn Abd-Al·lah al-Qasrí lluitava contra els turcs, els quals es van replegar a Usrushana. Dos anys després (739) el país fou sotmès de manera parcial per Nasr ibn Sayyar al-Kinaní (governador 738-748); uns anys després l'afxín va declarar la seva submissió al califa al-Mahdi (775-785) encara que era de manera força nominal
El 794/795 Fadl ibn Yahya Marmaki va dirigir una expedició a Transoxiana i l'afxín local (at-Tabarí dona el seu nom com Karakana) se li va sotmetre. La submissió degué ser nominal perquè posteriorment van caler més expedicions en temps quan al-Mamun era governador a Merv; quan al-Mamun va esdevenir califa l'afxín Kawush ibn Karakana va desconèixer l'autoritat abbàssida. Poc després vers el 820, van esclatar dissensions internes entre la família governant a Usrushana.
Khaydhar fill de Kawus va matar a una rival per la successió i va haver de fugir al Khurasan i després a la cort del califa a Bagdad que el va rebre amistosament. Tropes del califa dirigides per Àhmad ibn Abi-Khàlid al-Àhwal (mort 826/827), secretari del califa al-Mamun (813-833) i guiades per Khaydhar per una ruta poc coneguda, van entrar a Usrushana. Kawush es va sotmetre i el rival de Khaydhar en la successió, el seu germà Fadl ibn Kawush, va fugir a les estepes (més tard va retornar i es va posar al servei del califa). Khaydhar va retornar a Bagdad i fou el primer afxín que es va convertir a l'islam vers el 822 i fou un destacat general al servei dels abbàssides.
Kawus va morir en una data desconeguda i Khaydhar el va succeir i és esmentat com a tributari del califa per Usrushana. Fou general comandant de la guàrdia del governador d'Egipte Abu-Ishaq Muhàmmad (futur califa al-Mútassim), germà del califa al-Mamun, des de desembre del 830 (o gener del 831) i com a tal fou enviat a governar la ciutat de Barca i el seu districte; després fou cridat al Caire per reprimir la revolta dels coptes i els beduïns Banu Mudledj a Alexandria i el Delta del Nil (831). És considerat el fundador de la guàrdia d'al-Mutassim coneguda com els al-Maghareba, àrabs del delta i els deserts adjacents. Fou després nomenat suprem comandant en la lluita contra Babak i el moviment khurramiyya a l'Azerbaidjan i Arran (centrat a la fortalesa de Badhdh) i governador del Jibal (probablement Armènia i l'Azerbaidjan, juny del 835). Va reconstruir les fortaleses destruïdes par Babak entre Bardjan i Ardebil, i va enfrontar al seu enemic a Arshak, i el va derrotar obligant-lo a fugir cap a Mughan i llavors va tirar endarrere per atacar la fortalesa de Bashdh, però mentre un general de Babak, de nom Tarkan o Adin va derrotar a Hashtadsar a un exèrcit del califa dirigit pel general Bogha al-Kabir (836) en el qual anava el germà de l'afxín Khaydar, Fadl. Khaydhar va rebre reforços dirigir per Jàfar ibn al-Kayyat i un contingent de voluntaris dirigits pel magnat àrab Abu-Dúlaf Ikhil (Edjli). Khaydhar va establir el campament a Rud ar-Rud a uns 10 km de Badhdh; després d'un atac fracassat dels voluntaris d'Abu-Dúlaf, Khaydhar va atacar la fortalesa l'agost del 837 i la va conquerir.
Khaydhar va rebre diverses recompenses del califa incloent el govern del Sind, que va afegir als d'Armènia i l'Azerbaidjan. Va lluitar amb al-Mútassim a la campanya d'Anatòlia del 838 quan va arribar fins a Amòrion i en l'assalt a aquesta fortalesa va dirigir l'ala dreta. Sembla que Abu-Dúlaf fou objecte d'un intent d'assassinat que es va frustrar i del que afxín Khaydhar fou acusat, segurament amb raó. També el va perjudicar la rivalitat amb Abd-Al·lah ibn Tàhir, governador del Khurasan, que el veia com un rival potencial a la Transoxiana.
El 839 l'ispahbad de la zona de la mar Càspia, Mazyar ibn Karen, es va revoltar al Tabaristan en resposta als intents d'ibn Tahir d'intervenir als seus territoris. L'afxín Khaydhar va encoratjar la revolta secretament per provocar la caiguda d'Ibn Tahir i ocupar el seu lloc; però la rebel·lió fou aplanada i la posició de Khaydhar va esdevenir complicada. Fou acusat pels seus enemics d'hostilitat a l'islam, de fer pràctiques mazdaistes o almenys de tenir-hi simpatia, d'haver fuetejat un imam i un muetzí a Usrushana per haver convertit una capella local en una mesquita (ho van fer en contra de l'acord per la regió que establia la llibertat de culte), de posseir riqueses i ornaments herètics o llibres contra l'islam i de no estar circumcidat. Fou portat a judici davant el ghazi Àhmad ibn Abi-Dawud i el visir Ibn az-Zayyat, i fou empresonat a Samarra i deixat morir de fam a la presó el maig/juny del 841. Suposadament a casa seva es van trobar llibres dels mags (en realitat probablement llibres maniqueus) i ídols (probablement budistes), ja que el zoroastrisme no s'havia estès més enllà del Sirdarià.
Encara s'esmenta un afxín, de nom Abd-Al·lah vers la segona meitat del segle ix, i el seu fill Sayr ibn Abd-Al·lah, sota domini dels saffàrides, fins al 893.
Després el principat desapareix segurament annexionat pels samànides. Al segle x era un topònim regional, i tenia un mercat destacat que era Marsamanda que encara s'esmenta al Babur-nama.